# Bégaar

Bégaar este o comună în departamentul Landes din sud-vestul Franței. În 2009 avea o populație de 1.093 de locuitori.

## Evoluția populației
| An        | 1975 | 1982 | 1990  | 1999 | 2006  | 2009  |
| --------- | ---- | ---- | ----- | ---- | ----- | ----- |
| Populație | 843  | 908  | 1.000 | 939  | 1.021 | 1.093 |